# Iglesia de la Asunción (Torrente)
La iglesia parroquial de la Asunción de Nuestra Señora de Torrent se fundó inmediatamente después de la conquista cristiana de la ciudad de Valencia por parte de Jaume I en 1238.

## Historia
Los primeros documentos que nos hablan de su existencia datan del año 1243, pero del primitivo templo donde se reunía la comunidad parroquial no disponemos de ninguna información hasta el año 1521, cuando fue incendiado durante la revuelta de las Germanías. 
Con posterioridad se comenzó la construcción del actual edificio, cuya estructura se concluyó a finales del siglo XVI. Se trata de un templo de gran nave única cubierto por cinco tramos de bóveda de crucería y capillas laterales entre contrafuertes, siendo actualmente el resultado de numerosas remodelaciones.
Si se observa el templo desde el exterior, además de la portada principal hay otra puerta de estilo renacentista que está cegada, conocida como la puerta de la Huerta, que posiblemente fuera el único acceso con que contó el templo hasta que en 1697 se construyó la portada barroca de la Asunción.
Es una puerta sencilla, coronada con capiteles con volutas, de un estilo denominado alcarreño que la relaciona con otras obras renacentistas de Valencia, además de la iglesia de Santiago de Villena o la iglesia de la Magdalena de Vilafranca. 

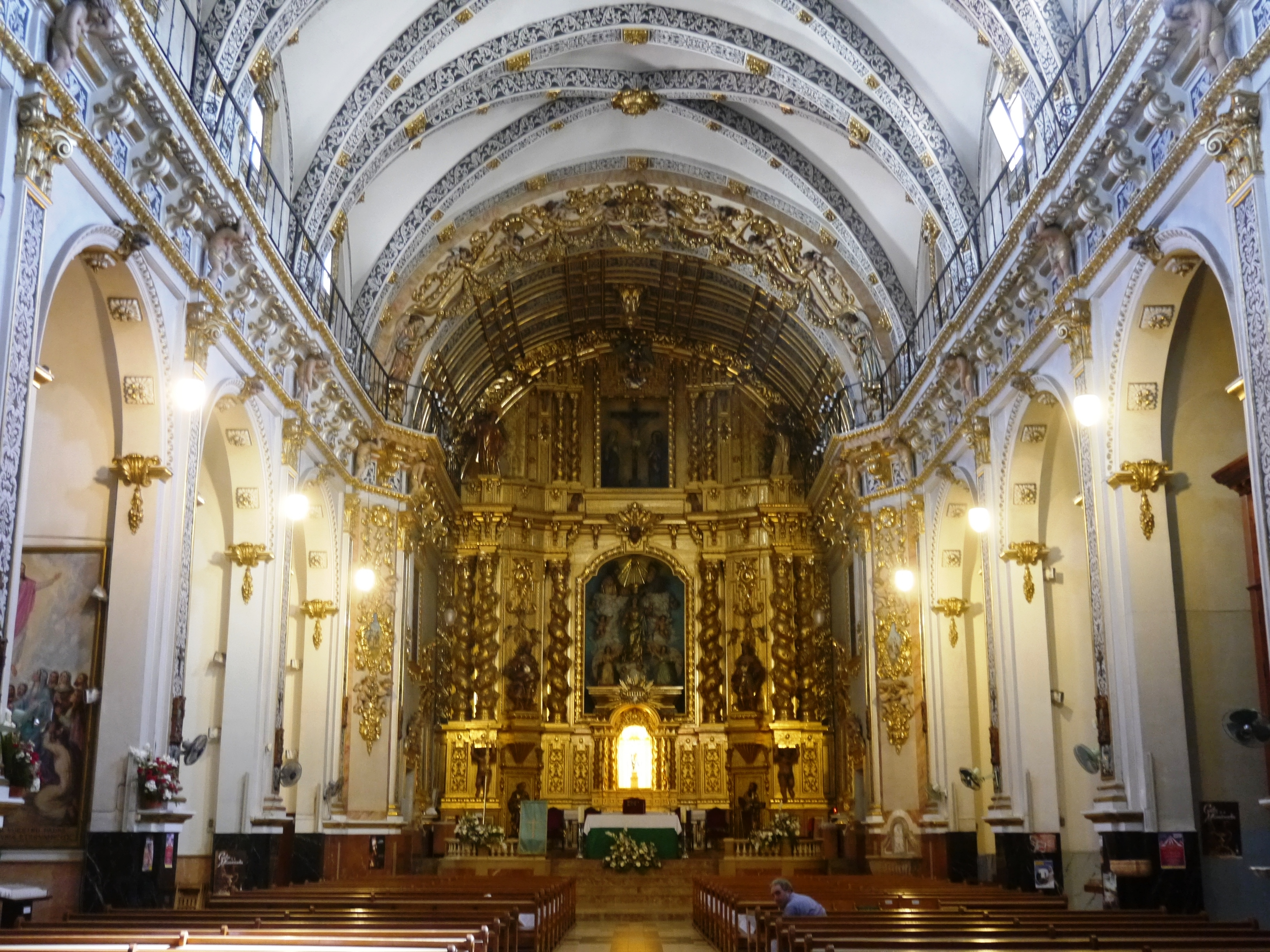
Aspecto del interior del templo

Durante el siglo XVIII el interior del templo experimentó una intensa barroquización con la finalidad de adaptarlo a los ideales estéticos de la época, por lo que se revistió de retablos, mientras que de la mano del arquitecto Pérez Castiel, se construyó la capilla de la Comunión, la fachada barroca de la plaza de la Iglesia y la portada de la Asunción. Esta portada está enmarcada por columnas salomónicas sobre pedestales y capiteles corintios, y tiene como modelo la portada del presbiterio de la catedral de Valencia. 
La capilla de la Comunión, situada a los pies de la iglesia, constituye un recinto que si bien es autónomo en planta, configurado por una cruz latina, en la práctica no lo es, ya que no posee entrada propia, pero sí que queda señalada en el exterior por una cúpula. En el amplio conjunto de formas que la componen se puede adivinar un sencillo programa iconográfico de exaltación eucarística, propio de este estilo de capillas.
La torre del campanario, que data de finales del siglo XVI, es una torre cuadrada de aspecto macizo, que consta de cinco cuerpos separados por molduras. Es de fábrica de ladrillo, como el resto del templo, y posee ocho ventanales para las campanas, dos a cada lado, separados por pilastras. 
A lo largo de toda su existencia, la iglesia de la Asunción de Nuestra Señora ha conservado un patrimonio mueble de indudable valor, de entre cuyos bienes cabe destacar una talla gótica de la Virgen del Pópul y tres lienzos de Juan Ribalta.